# 广宁路
广寧路又作广宁府路，中国古代的路。
金朝时为广寧府。辖境为今辽宁省辽河以西，阜新、彰武以南，医巫闾山以东。元朝时，封成吉思汗异母弟孛鲁古歹为广宁王，旧立广宁行帅府事；后以地远，迁治临潢，立总管府。至元六年（1269年），以户口单寡，降为东京路总管府属郡。十五年（1278年），复分为路，行总管府事。有医巫闾山为北镇，在府城西北二十里。至顺时（1330年—1333年），钱粮户数四千五百九十五。下领二县：闾阳县、望平县。明朝洪武时，改为廣寧城，九边之一的辽东镇在廣寧城。清朝废除。